# Claus von Heydebreck
Claus Hennig Ferdinand von Heydebreck (* 15. Februar 1859 in Pasewalk; † 2. September 1935 in Markowitz) war ein preußischer Oberst und Politiker.

## Leben
Claus von Heydebreck entstammte dem alten pommerschen Adelsgeschlecht Heydebreck, das im Jahr 1254 erstmals erwähnt wurde. Er war der Sohn des preußischen Generalleutnants und Gutsbesitzers Henning von Heydebreck (1828–1904), Gutsherr auf Silberberg (bei Strickershagen, Landkreis Stolp), und dessen erster Ehefrau Anna, geborene von Colmar (1837–1879). Sein jüngerer Bruder war Joachim von Heydebreck, Kommandeur der Schutztruppe in Deutsch-Südwestafrika.
Er war preußischer Oberst und während des Ersten Weltkriegs Kommandeur des 1. Großherzoglich Mecklenburgischen Dragoner-Regiments Nr. 17, als Nachfolger des Sigismund von Dziembowski Kommendator des Johanniterordens. Heydebreck war Mitglied des Preußischen Herrenhauses.
Claus von Heydebreck heiratete am 22. Juni 1891 auf Gut Markowitz in der Provinz Posen die Gutsbesitzerin Hildegard von Wilamowitz-Moellendorff (* 20. Mai 1869 in Inowrazlaw; † 17. November 1947 in Blankenburg (Harz)), Gutsherrin auf Markowitz mit Möllendorf und Schönwerth. Sie war die Tochter des königlich preußischen Kammerherrn und Wirklichen Geheimrats Hugo Freiherr von Wilamowitz-Moellendorff, Gutsherr auf Markowitz und anderen, und der Josephine von Roy aus dem Hause Wierzbiczany. Das Ehepaar hatte die Töchter Anne-Marie, Josefine und Luise Henriette.
Sein Grabstein befindet sich noch heute auf dem evangelischen Dorffriedhof von Wymysłowice (Möllendorf).

## Werke
- Markowitz: Beiträge zur Geschichte eines kujawischen Dorfes. Ostdeutsche Verlagsanstalt, Posen 1917.
- Stammliste des Dragoner-Regiments von Arnim (2. Brandenburg.). Verlag R. Eisenschmidt, Berlin 1903.